# Eannatempel

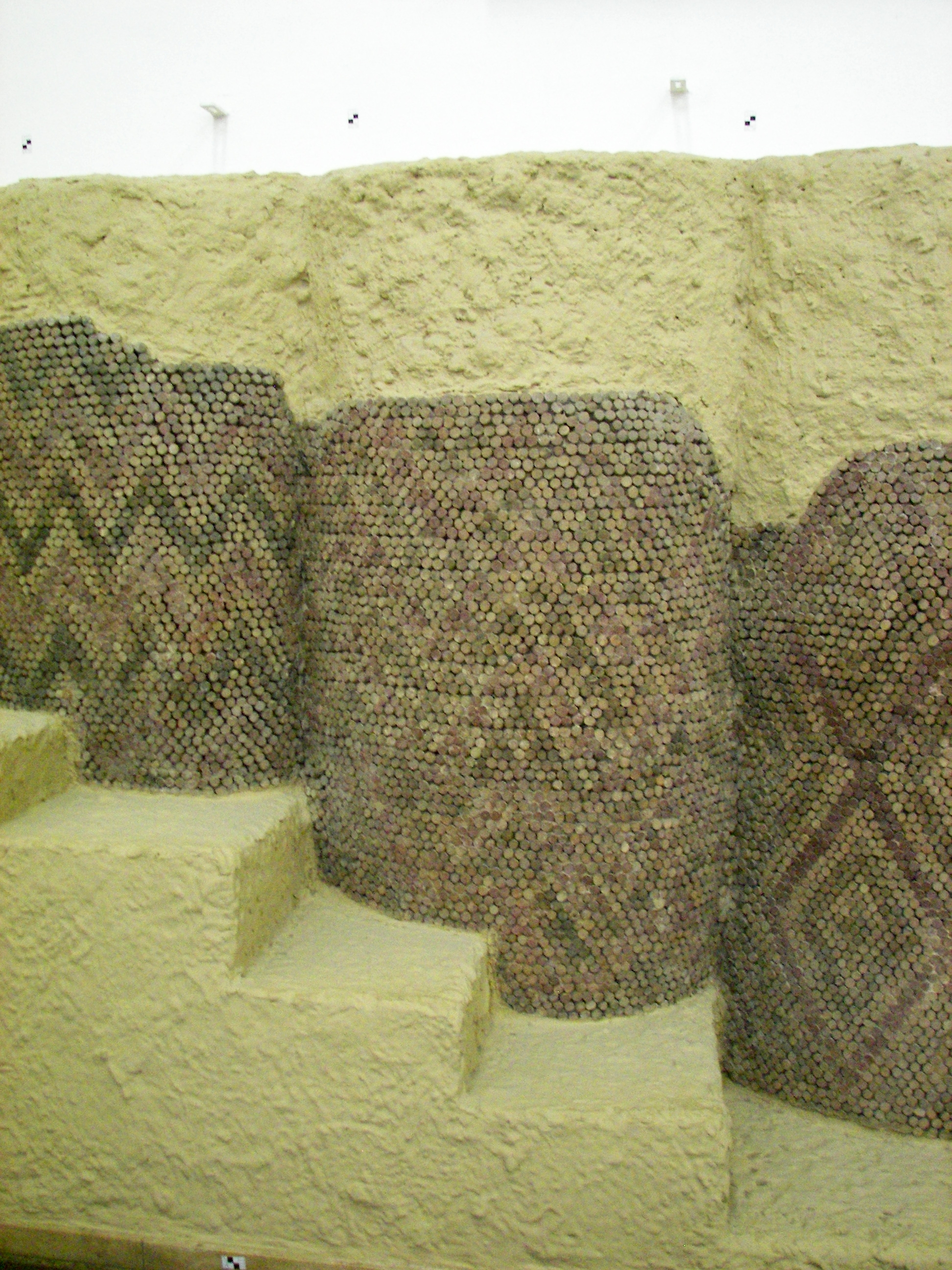
Deel van een kleimozaïek van het Eanna-heiligdom (Pergamonmuseum)

De Eannatempel of E Anna, Huis van de Hemel, was de tempel van Inanna-(later Isjtar) die omstreeks 3000 v.Chr. verrees in Uruk. Het tempelcomplex werd meerdere malen herbouwd, waarbij diverse lagen onderscheiden worden, van het oudste Eanna XIV tot het jongste Eanna III.
Het heiligdom van de godin stond in het centrum van de stad en verkreeg reeds in het 4e millennium v.Chr. monumentale afmetingen. Het belangrijkste deel ervan was de kalksteentempel, een gebouw van ca. 70 x 30 m dat uit blokken kalksteen was opgetrokken. De façade van de tempel was verdeeld in nissen. In het inwendige bevond zich een T-vormige hof of zaal. Naast deze hoofdtempel bevonden zich andere gebouwen, waaronder de zogenaamde steenstifttempel, een gebouw waarvan de wanden met geometrische motieven zijn versierd. Er werden ook balken gevonden van 12 m lang, resten van grote beeldhouwwerken en reliëfs, dierfiguren, pompeuze vaten, rolzegels en juwelen. Het tempelcomplex werd meermaals omgebouwd en vergroot en kreeg in de tijd van de derde dynastie van Uruk ook een ziggoerat, die door Urnammu is gebouwd.
Prof. Albright meldt in verband met deze cultusplaats: …de ontdekkingen in Erech in Babylonië hebben bewezen dat het tempelcomplex te E Anna al voor 3000 v.C. het centrum van een uitgebreide economische organisatie vormde. Prof. Sidney Smith merkt omtrent de oorspronkelijke functie van de tempel op: In Sumerië had de tempel de leiding in elke belangrijke activiteit, niet alleen in wat als religieuze zaken beschouwd zou kunnen worden, maar in de activiteiten van handwerkslieden en handelaren in steden en in de bezigheden van boeren, schaapherders, pluimveehouders, vissers en fruitkwekers op het platte land.
Gemeenschappen werden onder leiding van de Entu (zoals de Tawawannas in Anatolië) bestuurd door raden, vermoedelijk ouderen. Een Mesopotamisch tablet vermeldt: Onder leiding van Inanna te Agade gaven de oude vrouwen en de oude mannen van die plaats wijze raad. Het ouderambt was volgens de mythe ook een van de vele geschenken van de beschaving die door Inanna aan Erech werd gegeven, zoals het schrift, ontstaan rond 3500-3400 v.Chr., en andere Mesopotamische uitvindingen: irrigatietechnieken en waterbeheer, cirkel in 360°, 60-tallig stelsel (uren, min, sec) dierenriemtekens benoemd, astrologische systematiek, alle rond diezelfde tijd.

## Opkomst van het koningschap
Vanaf ca. 2600 v.Chr. werden de echtgenoten van de hogepriesteres (zij die de godin op aarde vertegenwoordigt en de Kosmische Wet beheert) tot de functie van priester-koning (En) benoemd.
S.N. Kramer, sumeroloog, plaatst de opkomst van het koningschap in dit perspectief: Het idee kwam op dat de koning van Soemerië, ongeacht wie hij was en uit welke stad hij kwam, de echtgenoot moest worden van de levengevende godin van de liefde, dat is Innana van Erech. Hij voegt hieraan toe: Tot aan de post-Sumerische dagen staan alle koningen van Sumerië bekend als de 'geliefde echtgenoten' van Inanna. De belangrijkste rite van het Nieuwe Jaar was de hieros gamos, het heilige huwelijk tussen de koning, die de god Damuzi vertegenwoordigde, en een van de priesteressen, die de godin Inanna vertegenwoordigde. De En trad ieder jaar ritueel in het huwelijk met Inanna om de vruchtbaarheid van land en bevolking veilig te stellen.
Enmerkar, de eerste koning van Uruk had volgens een veel latere legende ooit de stadsmuren gebouwd en het schrift uitgevonden, maar werd met de titel geliefde/bruidegom van Inanna, Hemelvrouwe geëerd. Ook zijn opvolger Gilgamesh droeg deze titel.
Een tablet uit 2200 v.Chr. meldt: Aan Enneatum, de Ensi van Lagash, gaf Inanna, omdat zij hem beminde, behalve het ensischap over Lagash ook het koningschap over Kish
De legende van Etana blikt terug op de tijd voor en na het koningschap: In die tijd werd nog geen kroon gedragen… eerst was er geen koninklijk leiderschap over het volk van de Godin, toen daalde koningschap uit de hemel neer.